# Bahlen
Bahlen ist ein Ortsteil der Stadt Boizenburg/Elbe im Landkreis Ludwigslust-Parchim in Mecklenburg-Vorpommern.
Der Ort liegt südlich des Hauptortes Boizenburg an der B 195. Südwestlich fließen Sude und Elbe, die Sude mündet westlich des Ortes in die Elbe. Südlich erstreckt sich das ehemalige Naturschutzgebiet Bollenberg bei Gothmann (50 ha) und südwestlich das ehemalige Naturschutzgebiet Elbdeichvorland (145 ha). 

## Baudenkmale
In der Liste der Baudenkmale in Boizenburg/Elbe ist für Bahlen kein Baudenkmal aufgeführt.